# Browning Automatic Rifle
A Browning Automatic Rifle (rövidítve BAR, magyarul Browning önműködő puska) az Amerikai Egyesült Államok hadseregének 7,62 mm-es könnyűgéppuskája volt, amelyet John Moses Browning tervezett 1917-ben, az első világháborús amerikai expedíciós erők részére, a francia gyártmányú Chauchat és Hotchkiss M1909 géppuskák leváltására. Első hadrendi változata, az alapváltozat a .30–06 Springfield töltényt tüzelte, az amerikai haderő M1918 típusjelzéssel állította hadrendbe. Ezt követően számos hadsereg rendszeresítette a  huszadik század folyamán.

## Használata
Gyakran használták kétlábú állvánnyal a cső elején, amit meneteléskor a súly csökkentése miatt a katonák leszereltek. Tervezésekor a következő módozatot alkották, "tüzelés menetben" elnevezéssel: puskás rajokkal karöltve a BAR-t használó lövész csípőből tüzelve halad előre, ennek elősegítésére egy speciális övet vett fel, amely a visszarúgó fegyver tusát volt hivatott megtartani. A különbség a korábbi változat M1918A1 és az M1918A2 között, hogy a régi választható félautomata vagy automata tüzelésű volt, támaszték nélkül, az új pedig választható tűzgyorsaságú (lassú-auto vagy gyors-auto) leszerelhető támasszal, és egy hordozhatóságot könnyítő fogantyút is kapott a závárzat fölé. Problémái voltak bőven: állva tüzeléshez túlságosan nehéz volt, és hatalmasat rúgott; fekve pontosabb volt, de emiatt az újratöltés is nehézkesebb lett.

## Alkalmazók
- Amerikai Egyesült Államok
- Belgium
- Bolívia
- Brazília
- Chile
- Dél-Korea
- Egyesült Királyság : a brit nemzetőrségnél (Home Guard) volt szolgálatban a háború alatt
- Egyiptom
- Etiópia
- Haiti
- Harmadik Birodalom: a Wehrmacht lengyel gyártmányú wz. 1928 géppuskákat zsákmányolt a legyőzött lengyel hadseregtől a második világháború során, IMG 28(p) jelzéssel állították hadrendbe
- Izrael
- Kínai Köztársaság
- Kolumbia
- Kuba
- Lengyelország
- Nyugat-Németország
- Salvador
- Svédország
- Szovjetunió : a lengyel hadseregtől zsákmányoltak wz. 1928 géppuskákat
- Thaiföld : thai elnevezésük ปลก.88 or ปืนเล็กกล 88
- Törökország
- Vietnámi Köztársaság

## Külső hivatkozások (angolul)
- Modern Firearms Archiválva 2010. szeptember 2-i dátummal a Wayback Machine-ben
- The light machine guns of Sweden
- 90th Infantry Division Preservation Group
- World War II Database